# الف کسکین
الیف کسکین (انگلیسی: Elif Keskin؛ زادهٔ ۱۲ ژانویهٔ ۲۰۰۲) بازیکن فوتبال اهل ترکیه است.
وی همچنین در تیم‌های ملی فوتبال Turkey women's national under-15 football team, Turkey women's national under-17 football team, Turkey women's national under-19 football team، و زنان ترکیه بازی کرده‌است.